# Gerald Battrick
Gerald Battrick (Bridgend, 27 maggio 1947 – 26 novembre 1998) è stato un tennista britannico.

## Carriera
Ottenne il suo best ranking in singolare il 15 ottobre 1973 con la 59ª posizione del ranking ATP.
Vinse in carriera due tornei del circuito ATP su un totale di tre finali disputate. Il primo torneo vinto fu il British Hard Court Championships che si tenne a Bournemouth nel 1971; in quell'occasione superò Željko Franulović in quattro set, con il risultato di 6-3, 6-2, 5-7, 6-0. Nello stesso anno vinse anche il Dutch Open sconfiggendo in finale l'australiano Ross Case con il punteggio di 6-3, 6-4, 9-7. Il miglior risultato ottenuto nei tornei del grande slam fu il quarto turno raggiunto nell'Open di Francia del 1968.
Fece parte della squadra britannica di Coppa Davis dal 1970 al 1971 con un bilancio finale di due vittorie e tre sconfitte.

## Statistiche

### Tornei ATP

#### Singolare

##### Vittorie (2)
| Legenda singolare           |
| Grande Slam (0)             |
| ATP World Tour Finals (0)   |
| ATP Super 9 (0)             |
| ATP Championship Series (0) |
| ATP World Series (2)        |

| Numero | Data           | Torneo                                        | Superficie  | Avversario in finale | Punteggio          |
| 1.     | 11 maggio 1971 | British Hard Court Championships, Bournemouth | Terra rossa | Željko Franulović    | 6–3, 6–2, 5–7, 6–0 |
| 2.     | 3 agosto 1971  | Dutch Open, Hilversum                         | Cemento     | Ross Case            | 6–3, 6–4, 9–7      |

##### Sconfitte in finale (1)
| Legenda singolare           |
| Grande Slam (0)             |
| ATP World Tour Finals (0)   |
| ATP Super 9 (0)             |
| ATP Championship Series (0) |
| ATP World Series (1)        |

| Numero | Data           | Torneo                                            | Superficie | Avversario in finale | Punteggio |
| 1.     | 12 agosto 1973 | Tanglewood International Tennis Classic, Clemmons | Cemento    | Jaime Fillol         | 6–2, 6–4  |

#### Doppio

##### Vittorie (1)
| Legenda singolare           |
| Grande Slam (0)             |
| ATP World Tour Finals (0)   |
| ATP Super 9 (0)             |
| ATP Championship Series (0) |
| ATP World Series (1)        |

| Numero | Data          | Torneo                  | Superficie | Compagno        | Avversari in finale           | Punteggio |
| 1.     | 5 agosto 1973 | Columbus Open, Columbus | Cemento    | Graham Stilwell | Colin Dibley Charlie Pasarell | 6–4, 7–6  |

##### Sconfitte in finale (3)
| Legenda singolare           |
| Grande Slam (0)             |
| ATP World Tour Finals (0)   |
| ATP Super 9 (0)             |
| ATP Championship Series (0) |
| ATP World Series (3)        |

| Numero | Data              | Torneo                      | Superficie    | Compagno        | Avversari in finale          | Punteggio               |
| 1.     | 21 marzo 1971     | Caracas Open, Caracas       | Terra rossa   | Peter Curtis    | Thomaz Koch Edison Mandarino | 6–4, 3–6, 6–7, 6–4, 7–6 |
| 2.     | 30 settembre 1973 | Chicago Grand Prix, Chicago | Sintetico (i) | Graham Stilwell | Owen Davidson John Newcombe  | 6–7, 7–6, 7–6           |
| 3.     | 17 novembre 1973  | Dewar Cup, Londra           | Sintetico (i) | Graham Stilwell | Mark Cox Owen Davidson       | 6–4, 8–6                |